# Siméon Cardon
Siméon Cardon OCist (*  13. März 1759 in Cambrai als Ignace-Alexandre-Joseph Cardon; † 14. Mai 1799 in Casamari bei Veroli, Italien) war ein französischer Ordenspriester, Prior des Klosters Casamari und Märtyrer. Er wird in der römisch-katholischen Kirche als Seliger verehrt.

## Leben
Cardon wuchs in Nordfrankreich auf, trat nach der Priesterweihe in das Maurinerkloster Saint-Faron in Meaux ein und legte am 4. August 1782 die Profess ab. Wegen seiner öffentlichen Kritik an der Zivilverfassung des Klerus und den Schreckenstaten der Französischen Revolution musste er 1795 Frankreich verlassen. Er fand Aufnahme im italienischen Kloster Casamari, wo Cardon im Mai 1796 mit Zustimmung der kirchlichen Stellen das Noviziat im Zisterzienserorden begann. Am 5. Mai 1797 legte er seine Profess ab.
Nach der faktischen Resignation des Abtes Romualdo Pirelli, der 1798 vor den politischen Turbulenzen geflohen war, übernahm Cardon als Cellerar und Prior die wirtschaftliche und spirituelle Leitung des Klosters Casamari. Am 13. Mai 1799 drangen 20 Soldaten der französischen Revolutionsarmee bei ihrem Durchmarsch in die Abtei ein, um sie zu plündern. Trotz anfänglicher Fluchtgedanken blieb Cardon in seinem Kloster. Er wurde von den Soldaten mit Säbelhieben und Bajonetten so schwer verwundet, so dass er am 14. Mai 1799 seinen Verletzungen erlag. Die Soldaten ermordeten fünf weitere Mönche von Casamari. Cardon wurde in der Abteikirche von Casamari begraben.

## Verehrung und Seligsprechung
Am 26. Mai 2020 sprach Papst Franziskus Cardon und fünf weitere Märtyrer von Casamari den sogenannten heroischen Tugendgrad zu. Am 17. April 2021 wurde Cardon mit seinen fünf Leidensgenossen durch Marcello Semeraro, Präfekt der Kongregation für die Selig- und Heiligsprechungsprozesse, seliggesprochen, der in seiner Predigt die Märtyrer als „Zeugen der Liebe Jesu“ bezeichnete.